# Honda RA108
Honda RA108 – bolid zespołu Honda na sezon 2008, zaprojektowany i wybudowany przez Hondę. Został zaprezentowany 29 stycznia 2008 w brytyjskim Brackley.

## Wyniki w Formule 1
| Sezon | Konstruktor | Kierowcy           | Wyniki w poszczególnych eliminacjach | Wyniki w poszczególnych eliminacjach | Wyniki w poszczególnych eliminacjach | Wyniki w poszczególnych eliminacjach | Wyniki w poszczególnych eliminacjach | Wyniki w poszczególnych eliminacjach | Wyniki w poszczególnych eliminacjach | Wyniki w poszczególnych eliminacjach | Wyniki w poszczególnych eliminacjach | Wyniki w poszczególnych eliminacjach | Wyniki w poszczególnych eliminacjach | Wyniki w poszczególnych eliminacjach | Wyniki w poszczególnych eliminacjach | Wyniki w poszczególnych eliminacjach | Wyniki w poszczególnych eliminacjach | Wyniki w poszczególnych eliminacjach | Wyniki w poszczególnych eliminacjach | Wyniki w poszczególnych eliminacjach | Wyniki kierowców | Wyniki kierowców | Wyniki konstruktora | Wyniki konstruktora |
| Sezon | Konstruktor | Kierowcy           | AUS                                  | MYS                                  | BHR                                  | ESP                                  | TUR                                  | MCO                                  | CAN                                  | FRA                                  | GBR                                  | DEU                                  | HUN                                  | EUR                                  | BEL                                  | ITA                                  | SGP                                  | JPN                                  | CHN                                  | BRA                                  | Punkty           | Pozycja          | Punkty              | Pozycja             |
| ----- | ----------- | ------------------ | ------------------------------------ | ------------------------------------ | ------------------------------------ | ------------------------------------ | ------------------------------------ | ------------------------------------ | ------------------------------------ | ------------------------------------ | ------------------------------------ | ------------------------------------ | ------------------------------------ | ------------------------------------ | ------------------------------------ | ------------------------------------ | ------------------------------------ | ------------------------------------ | ------------------------------------ | ------------------------------------ | ---------------- | ---------------- | ------------------- | ------------------- |
| 2008  | Honda       | Jenson Button      | NU                                   | 10                                   | NU                                   | 6                                    | 11                                   | 11                                   | 11                                   | NU                                   | NU                                   | 17                                   | 12                                   | 13                                   | 15                                   | 15                                   | 9                                    | 14                                   | 16                                   | 13                                   | 3                | 18               | 14                  | 9                   |
| 2008  | Honda       | Rubens Barrichello | DK                                   | 13                                   | 11                                   | NU                                   | 14                                   | 6                                    | 7                                    | 14                                   | 3                                    | NU                                   | 16                                   | 16                                   | NU                                   | 17                                   | NU                                   | 13                                   | 11                                   | 15                                   | 11               | 14               | 14                  | 9                   |